# 복륙선평
복륙선평(復陸宣平, ? ~ ?)은 전한의 제후로, 복륙지의 증손이다.

## 행적
아버지 복륙도기의 뒤를 이어 두후(杜侯)에 봉해졌다.

## 출전
- 반고, 《한서》 권17 경무소선원성공신표

| 선대 아버지 복륙도기 | 전한의 두후 ? ~ ? | 후대 아들 복륙복 |